# Budiná
Budiná (hongrois : Budaszállás) est un village de Slovaquie situé dans la région de Banská Bystrica.

## Histoire
La première mention écrite du village date de 1393.

## Démographie

### Évolution de la population
| Année:               | 1994. | 2004.    | 2014.    | 2024.    |
| -------------------- | ----- | -------- | -------- | -------- |
| Nombre de personnes: | 390   | 303      | 254      | 198      |
| Différence:          |       | -22,30 % | -16,17 % | -22,04 % |

| Année:               | 2023. | 2024.   |
| -------------------- | ----- | ------- |
| Nombre de personnes: | 196   | 198     |
| Différence:          |       | +1,02 % |